# Lego Friends (séries télévisées d'animation)
Pour la gamme Lego, voir Lego Friends.
Lego Friends est un nom porté par plusieurs séries télévisées d'animation américaines basées sur l'univers de la gamme Friends du jeu de construction Lego.
La première série contient 19 épisodes diffusés entre 2012 et 2017 sur Disney Channel. Un film direct-to-video sorti en 2016 y est par ailleurs associé, nommé Girlz 4 Life en version originale et Pop Star, Le concert de l'année ! en version française.
La deuxième, contient quatre épisodes sortis en 2017 et est produite par Netflix,.
Une troisième série, se veut être un reboot. Elle est divisée en trois saisons, diffusées de 2018 à 2020 sur Netflix et Disney Channel.

## Synopsis
Stéphanie, Mia, Andréa, Olivia et Emma sont cinq meilleures amies pour qui chaque jour est une nouvelle aventure.

## Première série

### Fiche technique
Sauf indication contraire, les informations mentionnées dans cette section peuvent être confirmées par les bases de données cinématographiques IMDb et Allociné,  présentes dans la section « Liens externes ».
- Titre original et français : Lego Friends
  - Autre titre français : Lego Friends : Amies pour la vie
- Réalisation : Peter Pedersen (en), Trylle Vilstrup, Philip Berg, Phuchid Assawamahasakda et André Bergs
- Scénario : Kim Duran, Cydne Clark et Steve Granat
- Production : Ole Holm Christensen et Kirstine Dollerup
- Musique : Anthony Lledo (épisodes 1 à 3), Henrik Lindstrand (4 à 9) et Harry Peat (10 à 13)
- Sociétés de production : Duckling A/S, M2Film, Picture this studio, SoundEverest
- Sociétés de distribution :
  - Distribution télévisuelle : Pop TV (Royaume-Uni)
  - Distribution DVD : Universum Film (Allemagne), Warner Home Video (États-Unis, Royaume-Uni)
- Pays :  États-Unis
- Durée : 22 minutes

### Distribution
- Alexa Kahn : Stéphanie
- Marianne Miller : Mia
- Rachelle Heger : Olivia
- Erica Mendez : Andrea
- Millie O'Connor, Abby Trott : Emma
- Sam Regel : Jacob
- Cristina Valenzuela : Tanya
- Tanyisa Schnebelie : Mia
- Karen Strassman : Olivia
- Lucia Vecchio : Andrea
- Kyle Hebert : Daniel
- Chris Smith : Snivel
- Spike Spencer : Zobo
- Wendee Lee : Tante Sophie
- Bryce Papenbrook : Martin
- Raquel Christiana : Emma
- Max Mittelman : Noah
- Jace Febo : Izzy
- Izzhris Cason : M. Hoo
- Rebecca Davis : Fiona
- Michael Johnston : Nate
- Deborah Gatton : Naomi
- Naomchelle Ruff
- Kannon Gowen : Cole
- Bob Buchholz : Annonceur
- Sophie Roberts : Stéphanie
- Ben Pronsky : Matthew
- Mike Davis : Henry
- Dorah Fine : Alicia
- Stephanie Komure : Kate
- Doug Stone, Taylor Henry : Le maire
- Darrel Guilbeau : Noah
- Melodee Spevack : Client
- Jessica Gee-George : Femme rousse
- Dave Mallow : Grand-père
- Julie Thornton : Cliente
- Cassidy May Benullo : Jeune Olivia
- Gabriella Schaefer : Livi
- Kyle McCarley : M. Piastra
- Debbie Gatton : Naomi
- Christopher Hackney : Franco
- Erin Fitzgerald, Bettina Kenney : voix additionnelles

- Mari Devon, Dorothy Elias-Fahn, Richard Epcar, Barbara Goodson, Michael Johnson, Joe Ochman, Angie Perron, Jane Carol, Jason Kennett, Jamieson Price, Zack Roosa, Stephanie Sheh, Alexi Shi, Michael Sinterniklaas, Julie Stevens, Todd Stone, Fiona Perry

### Épisodes
Cette première série contient 19 épisodes et a été diffusée sur Gulli et Disney Channel.
1. Il n'y a que l'amitié qui compte (New Girl in Town)
2. Une fête surprise ! (Stephanie's Surprise Party)
3. Une croisière avec les dauphins (Dolphin Cruise)
4. Filles de la campagne (Country Girls)
5. Le Concours de chars (Emma's Dilemma)
6. À la recherche du futur marié (Friends of the Jungle)
7. Un talent à part (Andrea's Big Moment)
8. L'Île de Kate (Kate's Island)
9. Le Grand Hôtel (The Grand Hotel)
10. Votez pour moi ! (Getting Out the Vote)
11. Message reçu (Getting the Message)
12. Une tornade de gratitude (The Grateful Dud)
13. Le détective baveux (The Drooling Detective)
14. Le concours de pâtisserie (Rabbitouille)
15. Changement d'adresse (Change Of Address)
16. Le coup de cœur d'Andréa (Dive In)
17. L'intuition d'Emma (I Told You So)
18. La compétition de snowboard (Snow Way)
19. Songe d'une nuit d'hiver (Midwinter Night's Dream)

### Produits dérivés

#### Vidéofilm
Le vidéofilm Lego Friends : Pop Star, le concert de l'année ! (Lego Friends: Girlz 4 Life), réalisé par Darren Campbell et Christian Cheschire, sort exclusivement en France le 3 février 2016.

#### Novélisations
De 2013 à 2015, quatre novélisations, illustrées avec des images de la série, sont parues aux éditions américaines Scholastic. Ils sont inspirés des épisodes 1, 2, 3 et 6 : Il n'y a que l'amitié qui compte, Une fête surprise, Une croisière avec les dauphins et À la recherche du futur marié. Outre le tome deux publié en France dans le numéro 37 du magazine Les Récrés de Tiji, ces ouvrages n'ont pas été traduits dans un pays francophone.
Liste des tomes
- 2013 : New Girl in Town de Marilyn Easton
- 2014 : The Birthday Surprise de Tracey West
- 2014 : Dolphin Rescue de Tracey West
- 2015 : Jungle Adventure de Cathy Hapka

#### DVD
Des douze épisodes de la série, seulement les six premiers sont disponibles en DVD, édités par Warner Home Video : dans Amies pour la vie, sorti le 11 février 2015 et d'une durée d'environ 63 minutes, se trouvent les trois premiers et les trois suivants dans L'Aventure des meilleures amies continue !, lui vendu dès le 8 avril 2015 et d'une durée de 66 minutes. Les épisodes sept et huit sont eux disponibles dans Ensemble tout est possible, mis en vente le 29 juin 2016 et d'une durée de 63 minutes, et les deux derniers dans un disque paru le 22 février 2017.
Trois sortes d'ensembles contenant le premier DVD existent : l'un contient seulement le disque, mais les deux suivants contiennent soit le set 30113 La pâtisserie de Stéphanie soit le set 30114 Andrea's Beach Lounge (ensemble exclusif), tous deux sets Friends et promotionnels.
Sortie le 28 septembre 2016, l'Intégrale des aventures regroupe les DVDs Amies pour la vie, L'Aventure des meilleures amies continue ! et Ensemble tout est possible mais aussi le vidéofilm Lego Friends : Pop Star, le concert de l'année !.

## Seconde série
Cette mini-série de deux saisons et quatre épisodes, du titre original Lego Friends: The Power of Friendship, est produite par Netflix.

### Fiche technique
Sauf indication contraire, les informations mentionnées dans cette section peuvent être confirmées par les bases de données cinématographiques IMDb et Allociné,  présentes dans la section « Liens externes ».
- Titre original : Lego Friends: The Power of Friendship
- Titre français : Lego Friends : Le Pouvoir de l'amitié
- Société de production : Netflix
- Pays :  États-Unis

### Épisodes
1. Aventure de vacances (Camp Wild Hearts)
2. La Grande Finale (Slam Dunk)
3. Rien que la vérité (Keepin' it Real)
4. Un lit pour deux (Roomies)

## Troisième série

### Fiche technique
Sauf indication contraire, les informations mentionnées dans cette section peuvent être confirmées par les bases de données cinématographiques IMDb et Allociné,  présentes dans la section « Liens externes ».
- Titre original : Lego Friends: Girls on a Mission
- Titre français : Lego Friends : Cinq filles en mission
- Société de production : M2Film et M2 Animation
- Pays :  États-Unis

hanna Luis, Rachel Robinson, Gigi Sarroino, Emily Albrecht, Thessaly Lerner, Chelse Cook, Melissa Fahn

### Distribution

#### Voix françaises
- Marcha Van Boven : Mia
- Claire Tefnin : Stéphanie
- Sophie Pyronnet : Andrea
- Élisabeth Guinand : Emma
- Grégory Praet : Dean
- Gauthier de Fauconval
- Ludivine Deworst
- Guillaume Druez
- Marie du Bled
- Bernard Grand
- Sandrine Henry
- Francine Laffineuse
- Fabienne Loriaux
- Dorothée Schoonhooghe
- Carine Seront

### Épisodes

#### Première saison
1. Bienvenue à Heartlake City
2. La Maison de l'amitié
3. Une sœur en or
4. Dans les bois
5. Le Groupe de l'ombre
6. Quand un artiste riposte
7. L'ancien, c'est trop bien !
8. Intrigues en studio
9. Le Défi du circuit
10. L'Équipe
11. L'Île aux déchets
12. Tout pour la vitesse
13. Le Monstre du lac
14. À nouveau ensembles
15. Les Alvahbots
16. Le Grand Prix

#### Seconde saison
1. Le Jour des explorateurs
2. Panne d'électricité
3. Explorer encore et toujours
4. Les monstres du lac
5. Les Jardins de Carter Greene
6. Le message du tableau
7. Médaillon et clé
8. De vrais amis
9. Le Tunnel des ténèbres
10. Heartmore
11. Plongée sous marine
12. En quête de carte
13. Le Cœur de la mer
14. Que le meilleur chante !
15. Miaouf
16. Il était une fois un phare
17. Un entraînement de cheval
18. Zobo 2.0
19. Naufragés
20. Signé Alvah
21. Opération silence
22. Surveillance
23. La vérité
24. Marchez à droite
25. Etre Carter Greene : tout un art

Troisième saison
1. Écoutez vos passions
2. Le sens de l’hospitalité
3. Zobo et Zoé
4. Esprit de compétition
5. Tout pour la médaille d’or
6. La corde sensible
7. Rien n’arrête l’amitié
8. Détective Emma
9. La fille à papa
10. Miadrillon
11. Au cœur de la jungle
12. Fait comme l’oiseau
13. Un grand huit émotionnel
14. Relique ou toc ?
15. L’étoffe d’une héroïne
16. Autant en emporte le vent
17. Le mont Heartmore
18. Bienvenue dans la jungle
19. Une soirée très privée
20. Bâtir des souvenirs

Quatrième saison
1. La soirée dansante
2. Des ami-e-s à quatre pattes
3. Prends ma place
4. Une nuit pas comme les autres
5. Amitié imprévues
6. Dans les coulisses
7. Le palais du rire
8. Le grand show